# Sara Jacobs
Sara Josephine Jacobs (ur. 1 lutego 1989 w Del Mar) – amerykańska polityczka, członkini Partii Demokratycznej.

## Działalność polityczna
Od 3 stycznia 2021 jest przedstawicielką 53. okręgu wyborczego w stanie Kalifornia w Izbie Reprezentantów Stanów Zjednoczonych.